# رودريغو هنريكي
رودريغو هنريكي (2 يوليو 1993 - ) هو لاعب كرة قدم برازيلي في مركز الهجوم.

## وصلات خارجية
- رودريغو هنريكي على موقع قاعدة بيانات كرة القدم.إي يو (الإنجليزية)
- رودريغو هنريكي على موقع Soccerway.com (الإنجليزية)